# Orgelwerkstatt Wegscheider
Die Orgelwerkstatt Wegscheider in Dresden-Rähnitz ist ein seit dem Jahr 1989 existierendes Unternehmen des Orgelbauers Kristian Wegscheider. Bis heute wurden um die 50 Orgeln neu gebaut und mehr als 60 Restaurierungen durchgeführt.

## Geschichte

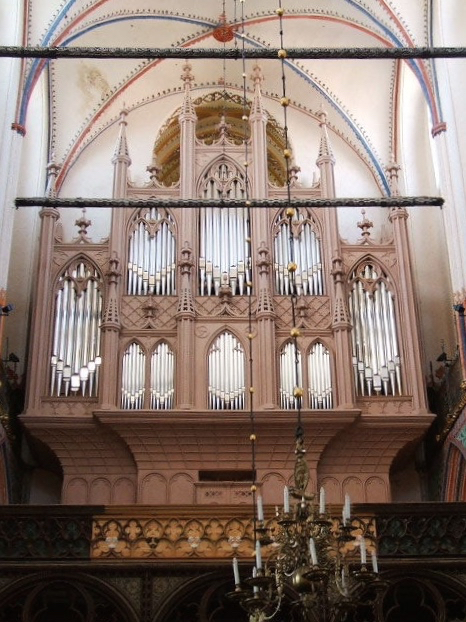
Restaurierte Orgel der St.-Nikolai-Kirche (Stralsund)

Die Orgelwerkstatt wurde 1989 in Dresden als privates Unternehmen gegründet. Der 1954 in Ahrenshoop geborene Kristian Wegscheider arbeitete zuvor – nach Abitur und dem Armeedienst in der NVA – in einer Barther Möbeltischlerei und absolvierte von 1975 bis 1978 eine Berufsausbildung zum Orgelbauer in Dresden bei der Firma Jehmlich. Von 1976 bis 1980 belegte er ein Fernstudium zur Restaurierung von Musikinstrumenten an Fachschulen in Berlin und Leipzig. In der Firma Jehmlich war er Orgelrestaurator und Leiter der Restaurierungsabteilung. 1987 beantragte Wegscheider bei den DDR-Behörden die Genehmigung zur Eröffnung einer eigenen Werkstatt, die er im Frühjahr 1989 in der Dresdner Alaunstraße mit zunächst zwei Mitarbeitern eröffnete. Einen Teil der Zeit dazwischen überbrückte er in der Restaurationswerkstatt im Musikinstrumentenmuseum der Universität Leipzig. Offizieller Beginn der Arbeiten in seiner Werkstatt war der 1. Juni 1989.
Im Dezember 1990 erhielt Wegscheider, als Reaktion auf eine Auflage des Gewerbeamtes, den Meisterbrief. Sein erster Auftrag war ein Neubau für die Schlosskapelle des Allstedter Schlosses. Im Sommer 1994 zog die Werkstatt nach Dresden-Hellerau um. Im Jahr 2007 beschäftigte die Werkstatt zehn Mitarbeiter. Zu den bedeutendsten Restaurierungen der Firma Wegscheider gehören die Orgel der St.-Nikolai-Kirche (Stralsund), die Stellwagen-Orgel in der Stralsunder Marienkirche, die Amalienorgel in der Kirche Zur frohen Botschaft in Berlin-Karlshorst und die Silbermann-Orgel in der Katholischen Hofkirche in Dresden. Zu den großen Rekonstruktionen hinter historischen Prospekten zählen die Werke in der St.-Jakobi-Kirche in Stralsund und in der Trinitatiskirche in Danzig.
Wegscheider war ein entschiedener Befürworter eines Nachbaues der ehemaligen Gottfried-Silbermann-Orgel in der wiedererrichteten Frauenkirche Dresden.

## Innovationen
Wegscheider begann, angeregt durch eine Orgel der amerikanischen Firma Charles B. Fisk, einige seiner Orgeln – auch kleinere Instrumente – in zwei Temperierungen auszuführen, sodass sie wahlweise in wohltemperierter Barock- oder mitteltöniger Renaissance-Stimmung gespielt werden können. Da ihm Eingriffe in die sensible und komplizierte Spieltraktur, mit denen Fisk den Wechsel zwischen zwei Stimmungen ermöglichte, als unbefriedigend erschienen, konstruierte er spezielle Schleifen und Windladen, die die Windzufuhr zu den für die jeweilige Stimmung benötigten Pfeifen freigeben. Somit kann über die Registertraktur zwischen den Stimmungen umgeschaltet werden, während die Spieltraktur wie bei einer „normalen“ Orgel (mit einer Stimmung) aufgebaut ist. Bereits sein Opus 1 stattete er mit einer variablen Stimmung aus.

## Werkliste
Die Liste der Neubauten ist vollständig, die der Restaurierungen eine Auswahl. Die römische Zahl bezeichnet die Anzahl der Manuale, ein großes „P“ ein selbstständiges Pedal, ein kleines „p“ ein nur angehängtes Pedal und die arabische Zahl in der vorletzten Spalte die Anzahl der klingenden Register.

### Neubauten
| Jahr           | Opus | Ort                                | Gebäude                                            | Bild | Manuale | Register | Bemerkungen |
| -------------- | ---- | ---------------------------------- | -------------------------------------------------- | ---- | ------- | -------- | --- |
| 1990           | 1    | Allstedt                           | Schlosskapelle                                     |      | I       | 8        | zwei Temperaturen → Orgel |
| 1992           | 7    | Dresden                            | Orgelwerkstatt Wegscheider (Ausleihinstrument)     |      | I       | 1        | liegendes Positiv mit einem Register (Gedackt 8′) |
| 1994           | 12   | Burg Bodenstein                    | Kapelle                                            |      | I       | 5        | Orgel von 1730 wieder in Ursprungszustand versetzt |
| 1994           | 13   | Halle (Saale)                      | Kirchenmusikhochschule                             |      | I       | 2        | →Orgel mit liegenden Pfeifen, seit 2019 im Dom zu Halle |
| 1994           | 15   | Frauenstein (Erzgebirge)           | Museum                                             |      | I       | 8        | Kopie des Bremer Silbermann-Positivs |
| 1995           | 17   | Frankfurt (Oder)                   | Kirche Güldendorf                                  |      | I       | 8        | Kopie des Bremer Silbermann-Positivs mit Gehäuse aus Eichenholz |
| 1995           | 18   | Steinwedel bei Lehrte              | St.-Petri-Kirche                                   |      | II/P    | 22       | Neubau in historischem Gehäuse (um 1700) unter Verwendung einiger Register von Johann Andreas Zuberbier (1769) und Philipp Furtwängler & Söhne (1883), 2020/21 Ergänzung von zwei vakanten Registern → Orgel |
| 1995           | 21   | Dresden-Wilschdorf                 | Christophoruskirche                                |      | II/P    | 14       | zwei Temperaturen → Orgel |
| 1996           | 23   | Köln                               | Musikhochschule, Abteilung Wuppertal               |      | I       | 1        | liegendes Positiv mit einem Register (Gedackt 8′) |
| 1996           | 24   | Blankenburg (Harz)                 | Kloster Michaelstein                               |      | I       | 1        | liegendes Positiv mit einem Register (Gedackt 8′) |
| 1996           | 27   | Essen                              | Folkwangschule                                     |      | I       | 1        | liegendes Positiv mit einem Register (Gedackt 8′) |
| 1996           | 28   | Güstrow                            | Güstrower Dom, Winterkirche                        |      | I/P     | 15       | mit Pauken, Glockenspiel, Cymbelstern, 2 Kuckucksrufen, Trommel, Nachtigall → Orgel |
| 1997           | 31   | Dresden                            | Loschwitzer Kirche                                 |      | II/P    | 20       | zweites Manual mit Wechselschleifen; Prospekt in Anlehnung an die nicht erhaltene Orgel von Johann Christoph Leibner (1753) → Orgel                                                                          |
| 1997           | 33   | Dresden                            | Kreuzkirche                                        |      | I       | 1        | liegendes Positiv mit einem Register (Gedackt 8′) |
| 1999           | 40   | Ochsendorf (bei Königslutter)      | St. Stephani                                       |      | I/P     | 9        | |
| 1999           | 42   | Friedersdorf (Mulde)               | Evangelische Dorfkirche                            |      | I/P     | 15       | |
| 2000           | 43   | Büsingen am Hochrhein              | St. Michael                                        |      | II/P    | 15       | zwei Zungenregister → Orgel und Orgel |
| 2000           | 44   | Dreveskirchen                      | Dorfkirche                                         |      | I/P     | 15       | Rekonstruktion der Schmidt-Orgel → Orgel |
| 2000           | 47   | Dresden                            | Musikhochschule                                    |      | I       | 1        | liegendes Positiv mit einem Register (Gedackt 8′) |
| 2000           | 48   | Schwerin/Freiberg                  | Skobowsky (privat)                                 |      | I       | 1        | liegendes Positiv mit einem Register |
| 2000           | 49   | Berlin                             | Michaelitz (privat)                                |      | I       | 1        | liegendes Positiv mit einem Register (Gedackt 8′), Dauerleihgabe |
| 2001           | 50   | Fintel                             | St. Antonius                                       |      | II/P    | 16       | romantische Orgel |
| 2002           | 57   | Bremen                             | Bremer Dom, Chororgel                              |      | I/P     | 8        | |
| 2003           | 60   | Köln                               | Diakonie Michaelshoven, Erzengel-Michael-Kirche    |      | II/P    | 28       | Orgel im Stil Silbermann/Hildebrandt → Orgel, Ende 2024 umgesetzt in die Klosterkirche Lehnin |
| 2004           | 62   | Reinfeld (Holstein)                | Matthias-Claudius-Kirche                           |      | II/P    | 21       | unter Verwendung des alten Rückpositivgehäuses im Stil des 17. Jahrhunderts → Orgel |
| 2005           | 66   | Spenge                             | St. Martinskirche                                  |      | II/P    | 17       | neun Wechselschleifen, freistehender Spieltisch mit Blick zum Altar |
| 2005           | 69   | Sereetz                            | Schifflein Christi                                 |      | I/P     | 9        | |
| 2006           | 68   | Stuttgart                          | Musikhochschule                                    |      | II/P    | 21       | |
| 2007           | 72   | Freiburg im Breisgau               | St.Ottilien                                        |      | I       | 6        | „Böhmisches Positiv“, in Zusammenarbeit mit Dalibor Michek, Studenky (Tschechien); Verleihinstrument, das zum Verkauf angeboten wurde; seit 2017 in Freiburg-St. Ottilien → Orgel                            |
| 2006–2008      | 73   | Lübeck-Travemünde                  | Versöhnungskirche, Pommernzentrum                  |      | II/P    | 14       | |
| 2008           | 74   | Rainbach im Mühlkreis (Österreich) | Pfarrkirche                                        |      | I/P     | 9        | |
| 2007–2008      | 75   | Sacrow (Potsdam)                   | Heilandskirche                                     |      | II/P    | 17       | mit seitlichem Spieltisch → Orgel |
| 2008           | 77   | Dresden                            | Kreuzkirche                                        |      | I       | 9 (10)   | Altarpositiv, fahrbare Truhenorgel mit 9 Registern und separatem Subbass → Orgel |
| 2009           | 78   | Hafnarfjörður (Island)             | Hafnarfjarðarkirkja                                |      | II/P    | 11       | mit Wechselschleifen |
| 2008–2009      | 79   | Linz (Österreich)                  | Minoritenkirche                                    |      | II/P    | 27       | Neubau hinter alter Gehäusefassade |
| 2008–2009      | 82   | Leipzig                            | Paulinum                                           |      | I       | 7        | Positiv mit Transponiervorrichtung |
| 2010           | 86   | Bohušov (Tschechien)               | St.-Martins-Kirche                                 |      | II/P    | 16       | hinter vorhandenes Orgelgehäuse, freistehender Spieltisch |
| 2011           | 87   | Roggenstein                        | St. Erhard                                         |      | II/P    | 20       | |
| 2012           | 84   | Jönköping                          | Kristine Kyrka, Chororgel                          |      | II/P    | 24       | Oberwerk transponierbar |
| 2012           | 91   | Ahrenshoop                         | Schifferkirche Ahrenshoop                          |      | I/P     | 12       | freistehender Spieltisch, drei Wechselschleifen → Orgel |
| 2013           | 83   | Ritten-Unterinn                    | Katholische Kirche                                 |      | II/P    | 30       | mit Schwellwerk |
| 2013–2014      | 93   | Łódź                               | Filharmonia Łódzka, Barockorgel                    |      | III/P   | 37       | |
| 2014           | 97   | Berlin                             | Berliner Dom, Chororgel                            |      | I       | 4        | passt in den Fahrstuhl des Doms |
| 2015–2016      | 100  | Ingolstadt                         | Münster Zur Schönen Unserer Lieben Frau, Chororgel |      | III/P   | 45       | Schwalbennestorgel → Orgel |
| 2016           | 104  | Stuttgart                          | Internationale Bachakademie Stuttgart              |      | I       | 4        | Rekonstruktion der 2012 wiederentdeckten Truhenorgel von Gottfried Silbermann aus Seerhausen |
| 2017           | 102  | Wolkertshofen                      | Wehrkirche Wolkertshofen                           |      | II/P    | 9        | seitenspielig, mit einer Wechselschleife und einem Vorabzug → Orgel |
| 2012–2013/2018 | 94   | Danzig                             | Trinitatiskirche                                   |      | III/P   | 45       | Rekonstruktion der Orgel von Tobias Lehmann (1703) hinter dem erhaltenen Prospekt von Merten Friese (1618) zusammen mit Szymon Januszkiewicz in mehreren Bauabschnitten                                      |
| 2018           | 107  | Leipzig                            | Gewandhaus                                         |      | II/P    | 15       | Orgel |
| 2019–2020      | 109  | Stralsund                          | St.-Jakobi-Kirche                                  |      | III/P   | 51       | Neubau hinter dem historischen Prospekt von Christian Gottlieb Richter (1732–1741) im Barockstil von Richter und Ernst Julius Marx (1783) → Orgel                                                            |
| 2020           | 112  | Schönefeld                         | Dorfkirche                                         |      | II/P    | 16       | mit 5 Wechselschleifen, transponierbares Positiv → Orgel |
| 2021           | 113  | Berlin-Pankow                      | Dorfkirche Pankow                                  |      | II/P    | 27       | im Stil von Carl August Buchholz |
| 2022           | 115  | Pinnow (bei Schwerin)              | Dorfkirche Pinnow                                  |      | II/P    | 13       | mit 5 Wechselschleifen |
| 2023           | 119  | Cambo-les-Bains                    | Saint Laurent                                      |      | II/P    | 18       | |
| 2024           | 120  | Stary Sącz                         | Elisabethkirche                                    |      | I/P     | 14       | Rekonstruktion zusammen mit Orgelbau Szymon Januszkiewicz im historischen Gehäuse (1679) |
| 2025           | 122  | Grumbach (Wilsdruff)               | Dorfkirche Grumbach                                |      | II/p    | 9 (27)   | 1. Bauabschnitt eines Neubaus unter Einbeziehung von Teilen der Orgel Friedrich Jahn (1865); Oberwerk und Pedalwerk sind zum Ausbau8 vorbereitet                                                             |
| 2025           | 123  | Riepe                              | Riepster Kirche                                    |      | II/P    | 18       | hinter dem hist. Prospekt von Johann Friedrich Wenthin (1799) |

### Restaurierungen (Auswahl)
| Jahr      | Opus | Ort                 | Gebäude                      | Bild                                                        | Manuale | Register         | Bemerkungen |
| --------- | ---- | ------------------- | ---------------------------- | ----------------------------------------------------------- | ------- | ---------------- | --- |
| 1991      | 5    | Pokrent             | Dorfkirche Pokrent           |                                                             | I       | 7                | Restaurierung der Christian-Heinrich-Wolfsteller-Orgel (1854) → Orgel                                                                                        |
| 1992      | 9    | Heringen/Helme      | St. Michael                  |                                                             | II      | 24               | Restaurierung der Johann-Friedrich-Schulze-Orgel (1843) |
| 1995      | 19   | Freiberg in Sachsen | Jakobikirche                 |                                                             | II/P    | 20               | Restaurierung der Orgel von Gottfried Silbermann (1717) → Orgel                                                                                              |
| 1997      | 29   | Tiefenau            | Schlosskapelle               |                                                             | I       | 9                | Restaurierung (technische Anlage) und Rekonstruktion (Pfeifenwerk) der Orgel von Gottfried Silbermann (1728?) → Orgel                                        |
| 1997      | 30   | Biederitz           | Dorfkirche Biederitz         |                                                             | II/P    | 12               | Umsetzung und Restaurierung einer Ladegast-Orgel (1866) vom Güstrower Dom                                                                                    |
| 1997      | 32   | Reinhardtsgrimma    | Dorfkirche                   |                                                             | II/P    | 20               | Restaurierung der Orgel von Gottfried Silbermann (1731) |
| 1999–2002 | 39   | Schwerin            | Schwerin, Paulskirche        |                                                             | II/P    | 31               | Restaurierung der Orgel von Friedrich Friese III (1869) → Orgel                                                                                              |
| 2001–2002 | 56   | Dresden             | Katholische Hofkirche        |                                                             | III/P   | 47               | zusammen mit Jehmlich Restaurierung der Orgel von Gottfried Silbermann (1750–1753) → Orgel                                                                   |
| 2003–2006 | 64   | Stralsund           | St.-Nikolai-Kirche           |                                                             | III/P   | 56               | zusammen mit Klais Restaurierung und Rekonstruktion der Orgel von Carl August Buchholz (1841) → Orgel der St.-Nikolai-Kirche (Stralsund)                     |
| 2004–2006 | 46   | Pomßen              | Wehrkirche Pomßen            |                                                             | I/P     | 13               | → Wehrkirche Pomßen#Orgel |
| 1999–2008 | 67   | Stralsund           | St.-Marien-Kirche            |                                                             | III/P   | 51               | Restaurierung der Orgel von Friedrich Stellwagen (1659) → Orgeln der St.-Marien-Kirche (Stralsund)                                                           |
| 2006–2007 | 71   | Freiberg in Sachsen | Stadtkirche St. Petri        |                                                             | II/P    | 32               | zusammen mit Jehmlich Restaurierung der Orgel von Gottfried Silbermann (1733–1735) → Orgel                                                                   |
| 2009–2010 | 80   | Berlin-Karlshorst   | Zur frohen Botschaft         |                                                             | II/P    | 22               | Restaurierung der Orgel von Migendt und Marx (1755) → Orgel der Pfarrkirche Zur frohen Botschaft                                                             |
| 2010–2011 | 88   | Zurow               | Dorfkirche Zurow             |                                                             | I/P     | 9+1 Transmission | Restaurierung der Orgel von Christoph Erdmann Vogel (1737 erbaut als Rückpositiv für die Nikolaikirche (Wismar)) und Friedrich Wilhelm Winzer (1861) → Orgel |
| 2010–2013 | 90   | Pr. Holland         | Pfarrkirche St. Bartholomäus | Andreas-Hildebrandt-Orgel Pasłęk                            | II/P    | 36               | Restaurierung/Rekonstruktion der Orgel von Andreas Hildebrandt (1717–1719), Wiederherstellung des Zustandes von 1719 → Orgel der Bartholomäuskirche Pasłęk   |
| 2014      | 95   | Aalen               | Johanneskirche               |                                                             | I/P     | 14               | Restaurierung/Rekonstruktion der Orgel von Josef Nikolaus Allgeyer (1802/1829) → Orgel                                                                       |
| 2015–2017 | 105  | Hamburg-Neuenfelde  | St. Pankratius               |                                                             | II/P    | 34               | Restaurierung der Orgel von Arp Schnitger (1688) → Orgel von St. Pankratius (Neuenfelde)                                                                     |
| 2017–2019 | 107  | Halle (Saale)       | Hallescher Dom               |                                                             | II/P    | 33               | Restaurierung der Orgel von Friedrich Wilhelm Wäldner (1847–1851)                                                                                            |
| 2019–2021 | 110  | Havelberg           | Stadtkirche St. Laurentius   | Scholtze-Orgel der Stadtkirche Havelberg nach Restaurierung | II/P    | 32               | Restaurierung der Orgel von Gottlieb Scholtze (1754) |
| 2021–2023 | 116  | Petkum              | St.-Antonius-Kirche          |                                                             | II/P    | 19               | Restaurierung und Rekonstruktion der Orgel von Valentin Ulrich Grotian (1694–1699); fünf originale Register erhalten, Pedalwerk ergänzt                      |
| 2022–2023 | 117  | Gröst               | St. Kilian                   |                                                             | II/P    | 25               | Restaurierung der Orgel von Johann Gottlob Trampeli (1806–1807)                                                                                              |
| 2023–2024 | 124  | Waren (Müritz)      | Georgenkirche                |                                                             | II/P    | 26               | Restaurierung der Orgel von Friedrich Hermann Lütkemüller (1856)                                                                                             |